# 繰延新契約費
保険会計において繰延新契約費（くりのべしんけいやくひ）とは、Deferred Acquisition Costsの訳語であり、DAC（ダック）と呼ばれることが多い。

## 概要
DACとは、新契約の獲得に係る費用を保険期間にわたって繰延べたもののことであり、貸借対照表の資産の部に計上される。一般的に、保険会社が新契約を引受けるにあたっては、代理店へ支払う手数料や新契約査定費用等、契約時に大きな費用が発生する。このため、US GAAP（米国会計基準）では、一定の条件を満たす新契約費を繰延べることを認めている。なお、日本の保険業法に基づく会計では、DACの計上は認められていない。